# آمارو انترتینمنت
آمارو اینترتینمنت (انگلیسی: Amaru Entertainment) شرکت نشر موسیقی آمریکایی است، که در سال ۱۹۹۷ توسط افنی شکور تأسیس شد.